# Friedrich Jacob Behrend
Friedrich Jacob Behrend (* 12. Juni 1803 in Neustettin; † 30. Mai 1889 in Berlin) war ein deutscher Mediziner. Er war Oberarzt der Sittenpolizei in Berlin und ist als Autor und Zeitschriftenherausgeber hervorgetreten.

## Leben
Behrend war zunächst für den Beruf eines Kaufmanns vorgesehen und war ab 1819 zunächst in einem kaufmännischen Betrieb in Königsberg in Preußen tätig. Nach zwei Jahren gab er diese Tätigkeit auf und studierte dann ab 1823 an der Albertus-Universität Königsberg Medizin. 1826 wurde er zum Dr. med. et chirurg. promoviert. Nach einer ausgedehnten wissenschaftlichen Reise ließ er sich 1826 in Berlin nieder.
In Berlin wurde er Oberarzt der Sittenpolizei und blieb dies bis zu seinem Tode. 1876 wurde ihm der Titel eines Geheimen Sanitätsrates verliehen.
Behrend war Mitherausgeber des Journals für Kinderkrankheiten und der Zeitschrift für Staatsarzneikunde. Er war Autor zahlreicher medizinischer Schriften.
Behrend war seit 1832 mit Hannchen Fraenkel, Tochter des Bankiers Hirsch Meyer Fraenkel, verheiratet. Der Jurist und Reichsgerichtsrat Jacob Friedrich Behrend (1833–1907) war sein Sohn.

## Veröffentlichungen (Auswahl)
- Die öffentlichen Bade- und Waschanstalten, ihr Nutzen und Ertrag. Haupt-Expedition der Monats-Rosen, Berlin 1854 (Digitalisat).